# Jüdischer Friedhof (Soest)
Koordinaten: 51° 34′ 30,9″ N, 8° 7′ 20,6″ O

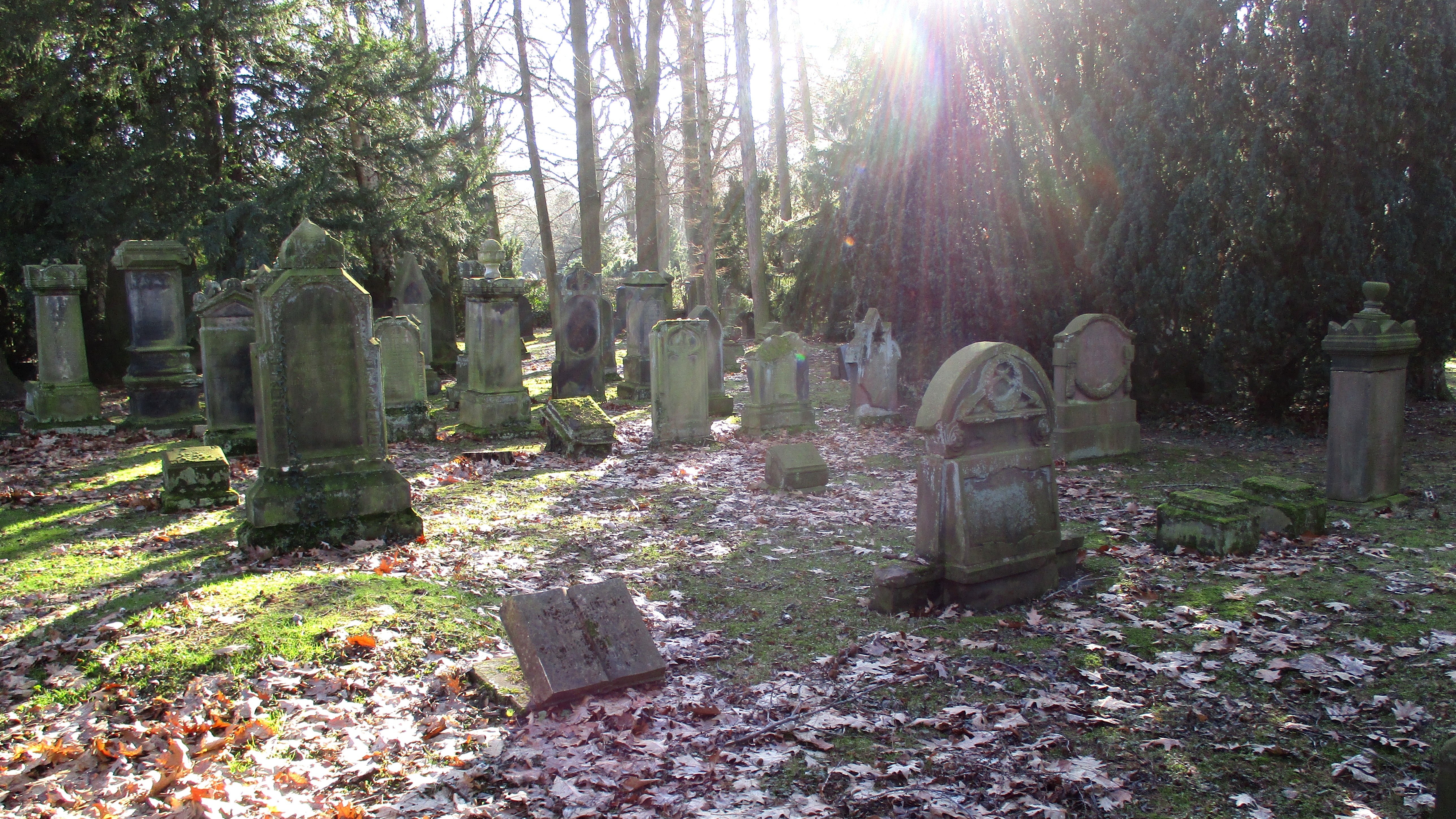
Alte Grabsteine auf dem Jüdischen Friedhof Soest

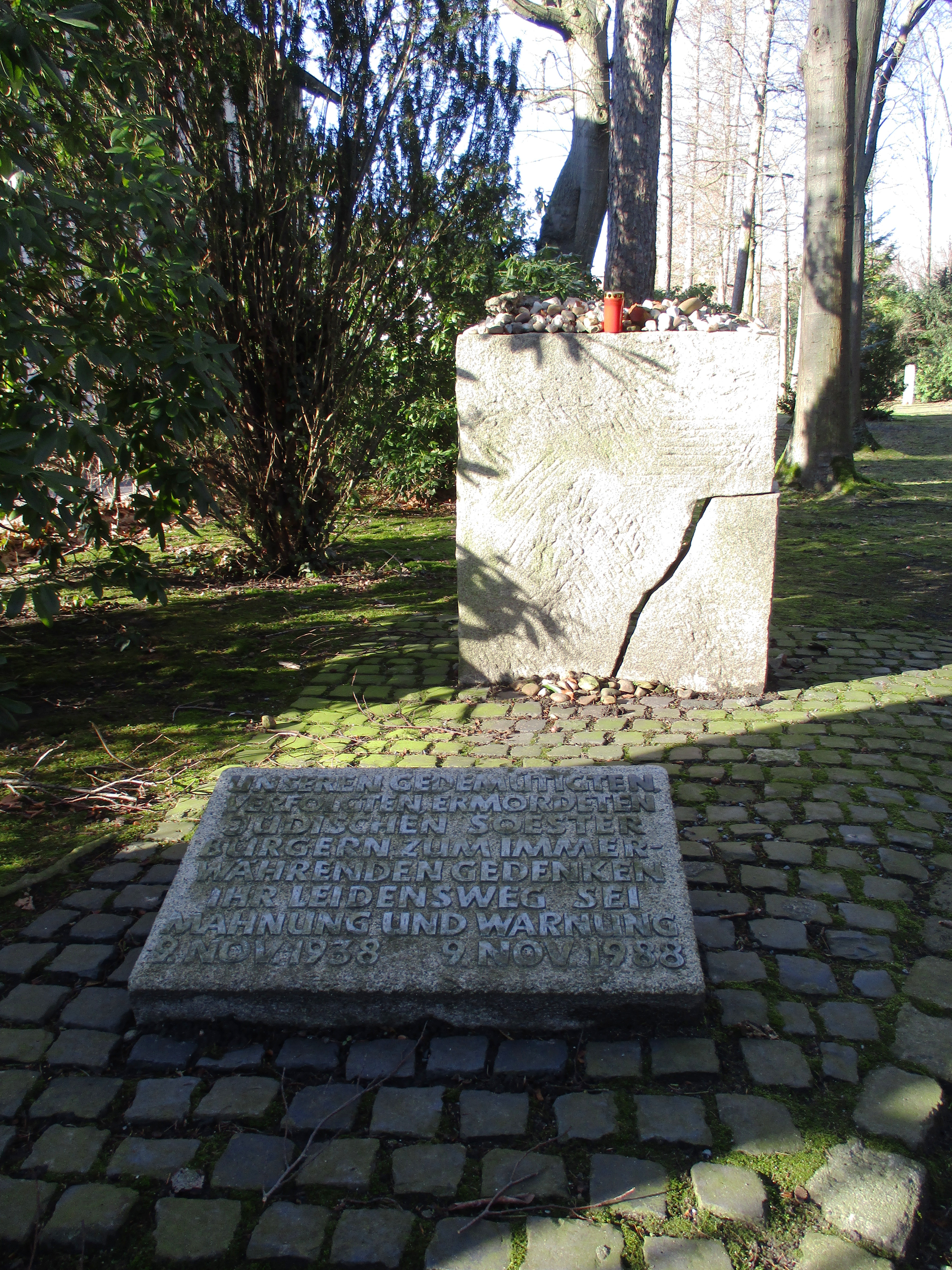
Mahnmal errichtet 1988

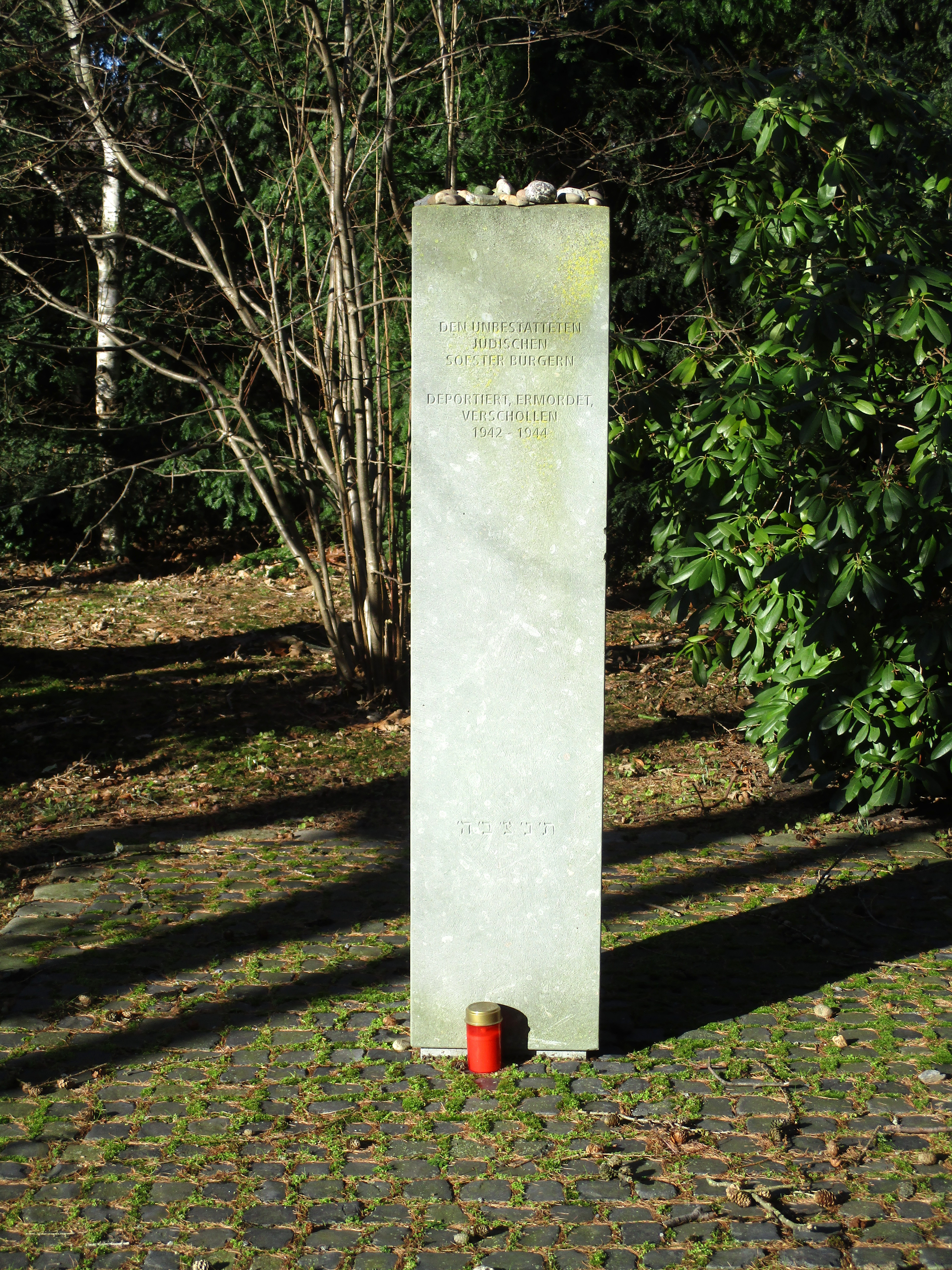
Gedenkstele von 2015

Der Jüdische Friedhof Soest, auch „Alter Friedhof“ genannt, befindet sich in der Stadt Soest in Nordrhein-Westfalen. Er befindet sich nördlich von Eingang 3 des Osthofenfriedhofs. Seit 1833 wird er für jüdische Begräbnisse genutzt. Als der alte jüdische Friedhof am Grandweger Tor 1854 einer Chaussee weichen musste, bettete man die Toten auf den neuen Friedhof um. Bei der Umbettung auf den neuen Friedhof gingen ca. 40 – 80 Grabsteine verloren. Zwischen dem alten Baumbestand entdeckt man 182 alte Grabsteine als Zeugen vergangener Zeiten. Der Friedhof wurde von 1833 bis zum Jahr 1970 belegt. Auch heute noch können sich dort jüdische Bürger traditionell beerdigen lassen. So findet man dort auch einige moderne Grabstätten von jüdisch-orthodoxen Russen.
Im Zweiten Weltkrieg wurden Teile des Friedhofs durch Vandalismus und Bombenangriffe stark beschädigt. Nach dem Krieg wurde die Grabstätten wieder hergestellt. Einige Grabsteine zeigen dennoch deutliche Spuren. Seit 1981 steht am Eingangstor ein steinernes Mahnmal mit der Inschrift: „Unseren gedemütigten, verfolgten, ermordeten jüdischen Soester Bürgern zum immerwährenden Gedenken. Ihr Leidensweg sei Mahnung und Warnung. 9. Nov. 1938 - 9. Nov. 1988“. Eine Stele, die 2015 am Ende des Eingangweges aufgestellt wurde, erinnert an die Opfer des Nationalsozialismus. Inschrift: „Den unbestatteten jüdischen Soester Bürgern. Deportiert, ermordet oder verschollen. 1942 – 1944“.
Heute wird der Jüdische Friedhof von der Friedhofsverwaltung der Stadt Soest und der Jüdischen Gemeinde in Dortmund verwaltet. In der Liste der Baudenkmäler in Soest (Außenbereich) ist der jüdische Friedhof nicht extra aufgeführt, wohl aber der Osthofenfriedhof (= Denkmalnummer 627).

## Der Judenkerkhoff
Der "Alte Friedhof" ist der zweite Friedhof der jüdischen Gemeinde. Von 1582 bis Anfang des 19. Jahrhunderts bestattete man die Toten auf dem so genannten „Judenkerkhoff“ stadtauswärts vor dem Grandweger Tor, auf Höhe der heutigen Niederbergheimer Straße 15. Er befand sich ca. 570 m vor dem Grandweger Tor oberhalb der heutigen Kreuzung Niederbergheimer Straße / Riga-Ring. Um 1798 wurde der 580 m² große Friedhof um 800 m² erweitert. 1820 verzichtete man auf eine weitere Erweiterung des Friedhofs, da die Grundstückspreise für die kleine Jüdische Gemeinde zu hoch waren. Bereits 1829 war der Judenkerkhoff überbelegt und es fanden sich keine Liegeplätze mehr. Ab 1833 bestattete man die ersten Toten auf dem Neuen Jüdischen Friedhof am Nottebohmweg. Das Grundstück wurde von dem wohlhabenden Prediger und Obervorsteher Levi Lasar Hellwitz gekauft. Mitte des 19. Jahrhunderts musste der Judenkerkhoff dem Ausbau einer Chaussee nach Niederbergheim (Warstein) weichen. Vermutlich fanden nach Aufgabe des Friedhofs 1853/54 durch die Gemeinde keine Umbettungen auf den neuen Friedhof am Nottebohmweg statt und es gingen ca. 40 bis 80 Grabsteine verloren.